# Dinera takanoi
Dinera takanoi är en tvåvingeart som först beskrevs av Louis-Paul Mesnil 1957.  Dinera takanoi ingår i släktet Dinera och familjen parasitflugor. Inga underarter finns listade i Catalogue of Life.